# 波利旗鱂
波利旗鱂，為輻鰭魚綱鱂形目鰕鱂亞目鰕鱂科的其中一種，為熱帶淡水魚，分布於非洲剛果淡水流域，體長可達5公分，棲息在溪流底中層水域，其生活習性不明，可作為觀賞魚。

## 擴展閱讀
維基物種上的相關：波利旗鱂